# No More Heroes 2: Desperate Struggle
No More Heroes 2: Desperate Struggle (ノーモア★ヒーローズ 2: デスパレート・ストラグル) és un videojoc d'acció desenvolupat per la consola Wii. És la seqüela de No More Heroes. Va ser dirigit per Suda51, desenvolupat per Grasshopper Manufacture, publicat per Ubisoft i Rising Star Games. Va ser llançat 26 de gener del 2010 a Nord-amèrica, el 28 de maig del 2010 a Europa, i al Japó el 21 d'octubre del 2010.